# Cerodontha guineana
Cerodontha guineana är en tvåvingeart som beskrevs av Zlobin 1993. Cerodontha guineana ingår i släktet Cerodontha och familjen minerarflugor.
Artens utbredningsområde är Guinea. Inga underarter finns listade i Catalogue of Life.